# Umeå pingstkyrka
Umeå pingstkyrka ligger centralt i östra delen av centrala Umeå och drivs av Pingströrelsen i Sverige. Tidigare hette den Filadelfiakyrkan, och det var härifrån TV-programmet Hela kyrkan sjunger sändes.

### Fotnoter
1. ↑  ”Hela kyrkan sjunger”. Svensk mediedatabas. 1973-1982. http://smdb.kb.se/catalog/search?q=Hela+kyrkan+sjunger+typ%3Atv&sort=OLDEST. Läst 21 juli 2012.